# 誠璋
诚璋（？—？），满族，字裕如，清朝末年政治人物。

## 生平
光緒三十二年（1906年），商部奉旨籌備農事試驗場。该场建成后，由农工商部参议上行走、候补三品卿、内务府员外郎诚璋任总办。1911年庆亲王内阁时期，农工商部左参议诚璋兼任弼德院参议。